# Michel II Forqueray
Michel II Forqueray   (1681 - 30 de maig de 1757) fou un músic francès del Barroc.
Era un cosí d'Antoine Forqueray i un estudiant de Jean-Baptiste-Antoine Dupuis, l'organista de l'Abadia de Chaumes. Entre 1698 i 1702 s'instal·là a París on esdevingué organista dels St. Martin-des-Champs el 1703 i organista del St. Séverin el 20 de juliol de 1704. Va mantenir els dos llocs fins a la seva mort. Va tenir com alumne el seu nebot Joseph Pouteau de Forqueray (1739-1823).